# 張瑗
張瑗（16世紀—1544年），陝西鳳翔府岐山縣人，明朝政治人物。

## 生平
張瑗是嘉靖十年（1531年）辛卯科陝西鄉試舉人，二十三年（1544年）授沙河知縣，才華洋溢，語出驚人，見人總是讚揚，虛心不自滿，到任時境內多故，他日夜勤於部署，百姓賴以安寧，然而他素來體弱，同年因勞致病而逝世，人們都為他惋惜。

## 引用
1. 1 2  民國《重修岐山縣志·卷八·人物》：張瑗，由嘉靖辛卯舉人任沙河知縣，博辨英發，出語驚人，見人善極口稱揚，虛己以從，值境內多故，瑗日夜憂惶勤於部署，百姓卒賴以安然，體素清癯，因勞致疾卒，人多以未究厥施惜之。
2. ↑  民國《沙河縣志·卷三·經政志上》：明知縣……嘉靖朝……張愛【瑗】 猗氏【岐山】舉人，二十三年任